# Юньцзінь
Юньцзінь (кит. трад. 雲錦, спр. 云锦, піньїнь: yúnjǐn, буквально «хмарна парча» — парча, що походить із міста Нанкіна (КНР), і разом із сунцзінь із міста Сучжоу провінції Цзянсу і шуцзінь із провінції Сичуань являють «три рівні досконалості китайської парчі». Об'єкт нематеріальної культурної спадщини Китаю.

## Опис

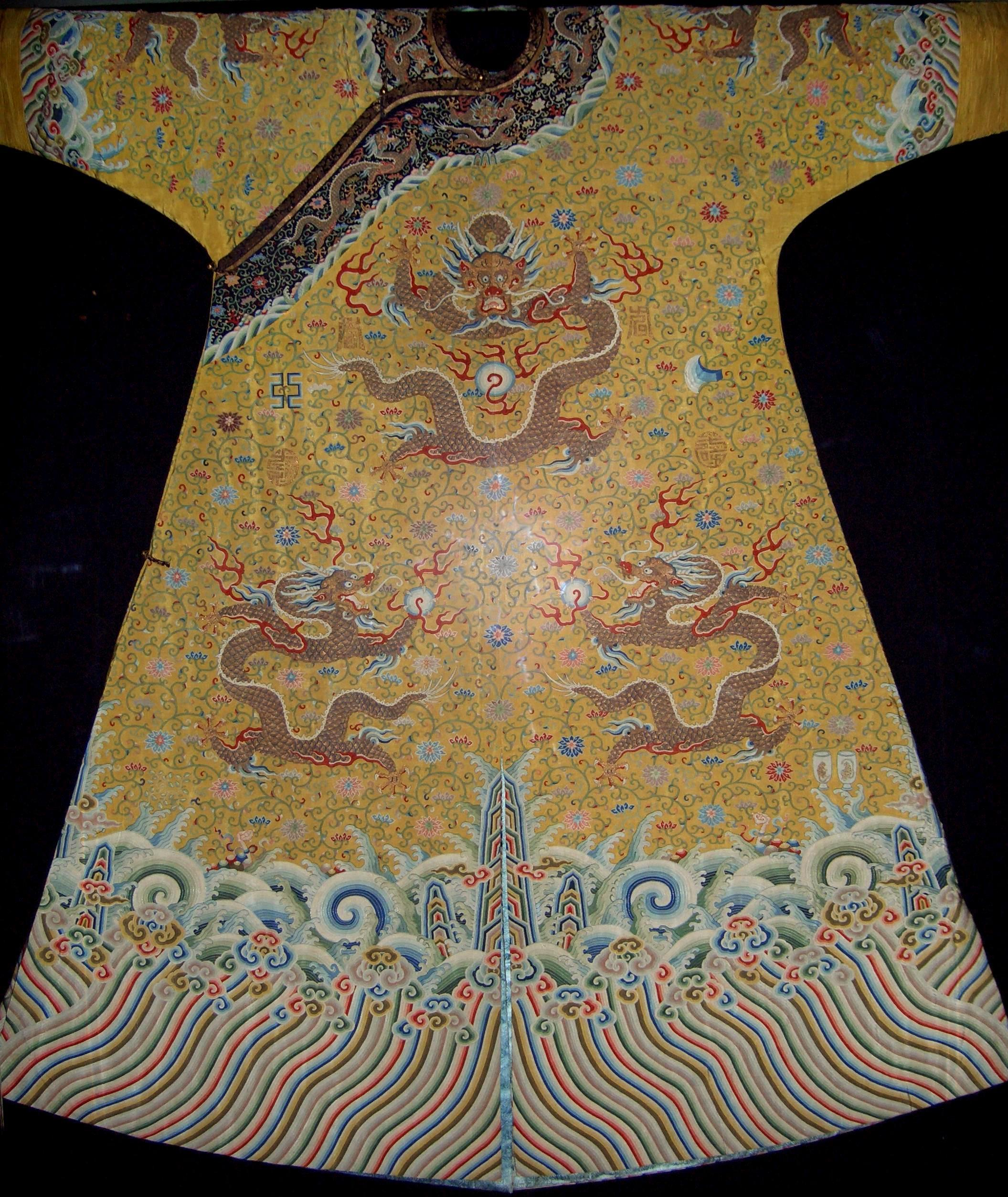
Драконовий халат імператора Цяньлуна з юньцзінь (Музей Грассі в Лейпцизі, Німеччина)

Хмарна парча створюється з шовку та ниток золота та срібла; також можуть використовуватися інші матеріали — наприклад, волокна з павиного пера. Строкатий візерунок на парчі нагадує перисті хмари, що освітлюються сонцем, яке сходить, що і послугувало джерелом її назви. Однією з характерних рис нанкінської парчі є те, що відтінки візерунка під різними кутами зору сприймаються по-різному.
Верстат для виготовлення юньцзінь завдовжки 5,6 м, завширшки 1,4 м та заввишки 4 м, за ним одночасно працює двоє ткачів. Технологічні особливості виробництва дозволяють випускати на одному верстаті тільки 5 см полотна за робочий день. Ширина полотна становить 78 см, при цьому для його плетіння потрібно 14 000 нитей. Процес виготовлення парчі починається зі створення макета на аркуші паперу, на якому, крім візерунка, розмічується майбутнє розташування ниток. Потім за створеним макетом переплітають бавовняні нитки основи з шовковими нитками утка, а також додають золоті та пофарбовані в різні кольори нитки для створення візерунка.
Малюнок на юньцзінь буває різним і залежить від становища у державній та соціальній ієрархії людини, для якої призначався виріб.

## Історія

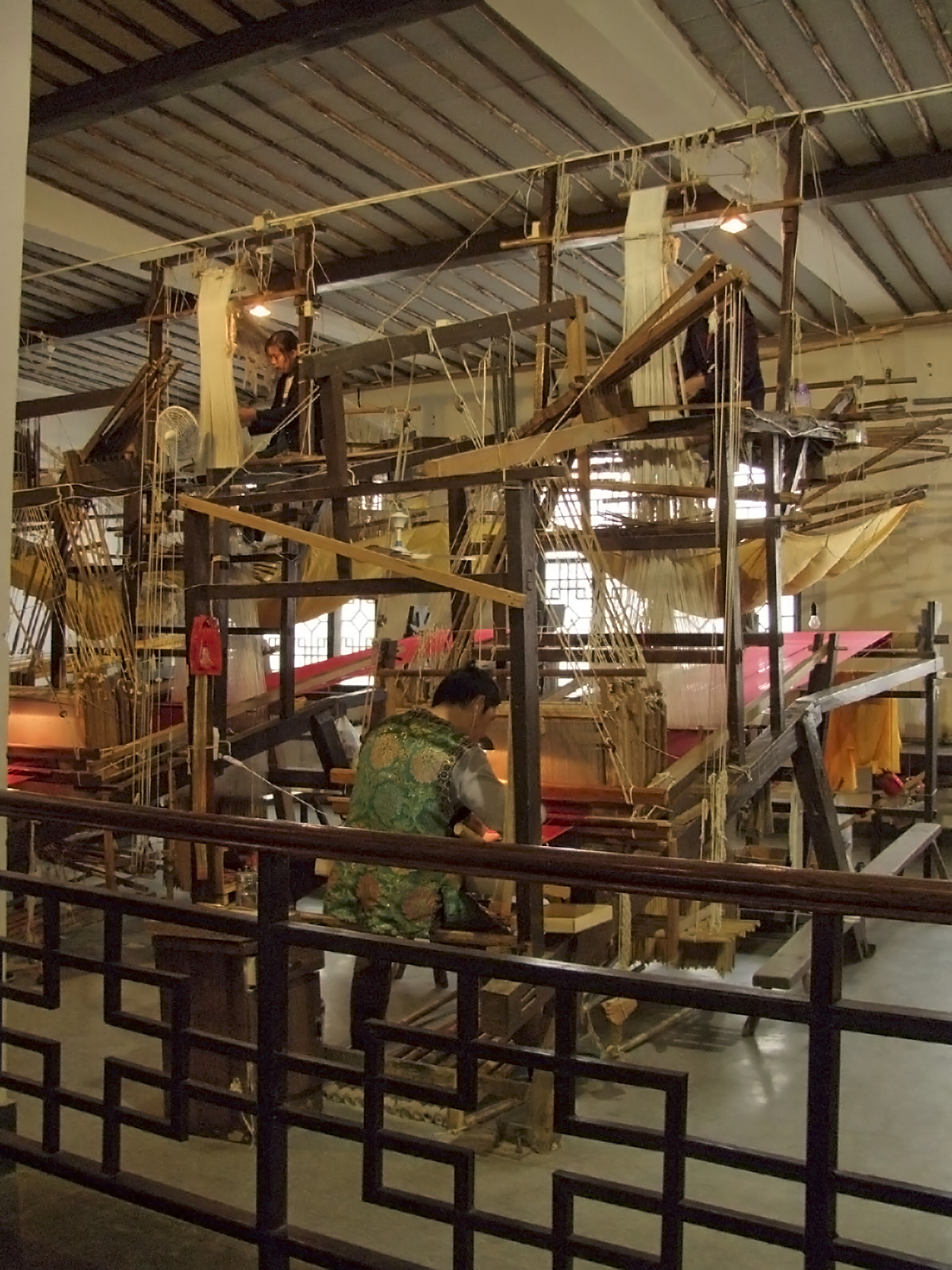
Верстати для виготовлення нанкінської парчі (Нанкінський музей юньцзінь)

Шовківництво та шовкопрядіння в районі сучасного Нанкіна зародилося в епоху Троєцарства (III століття). Після перенесення Східної Цзінь столиці до Цзянькану тут почали збиратися майстри-ткачі, і почало активно розвиватися виробництво парчі. Після встановлення у XII столітті монгольської династії Юань в оформленні тканини стало сильніше затребуване золото, і тоді на основі існуючої кольорової парчі (кит. трад. 彩錦, спр. 彩锦, піньїнь: cǎijǐn, акад. цайцзинь) з'явилася юньцзінь.
Піку виробництво хмарної парчі досягло XVII—XVIII століття, а після падіння династії Цін на початку XX століття різко пішло на спад через те, що такий дорогий і складний у виготовленні матеріал більше не знаходив собі покупця, яким до того виступав імператорський двір.
Після утворення КНР було проведено роботу зі збереження традицій виготовлення нанкінської парчі, для чого було створено спеціальну дослідницьку групу у 1954 році та інститут у 1957 році. 2004 року відкрився Нанкінський музей юньцзінь.
20 травня 2006 року юньцзінь була включена до першого списку з 226 об'єктів нематеріальної культурної спадщини Китаю.
28 вересня 2009 року на четвертій сесії Міжурядового комітету ЮНЕСКО зі збереження нематеріальної культурної спадщини в Абу-Дабі шовківництво та шовкопрядіння в Китаї, частиною якого є виготовлення нанкінської парчі, було внесено до Репрезентативного списку нематеріальної культурної спадщини людства.
Юньцзінь разом із сунцзінь із міста Сучжоу провінції Цзянсу та шуцзінь із провінції Сичуань називають «трьома рівнями досконалості китайської парчі» або також — «три знамениті парчі»(кит.: 三大名锦).